# Polymera anticalba
Polymera anticalba är en tvåvingeart som beskrevs av Alexander 1939. Polymera anticalba ingår i släktet Polymera och familjen småharkrankar. Inga underarter finns listade i Catalogue of Life.